# قرار مجلس الأمن التابع للأمم المتحدة رقم 1023
قرار مجلس الأمن التابع للأمم المتحدة رقم 1023، المتخذ بالإجماع في 22 تشرين الثاني / نوفمبر 1995، بعد الإشارة إلى جميع القرارات المتعلقة بالصراعات في يوغوسلافيا السابقة، أشار المجلس إلى «الاتفاق الأساسي بشأن منطقة سلافونيا الشرقية وبارانيا وسيرميوم الغربية» بين حكومة كرواتيا وممثلي الصرب المحليين.
وشدد مجلس الأمن مرة أخرى على الحاجة إلى حل سياسي تفاوضي للنزاعات في يوغوسلافيا السابقة، بما في ذلك الاعتراف المتبادل بدول الإقليم. كما أشار إلى أن سلافونيا الشرقية وبارانيا وسيرميوم الغربية (المعروفة باسم القطاع الشرقي) هي أجزاء لا تتجزأ من كرواتيا. وأوليت أهمية لاحترام حقوق الإنسان والحريات الأساسية في تلك المجالات.
تم الترحيب بالاتفاقية الموقعة في 12 تشرين الثاني / نوفمبر 1995 وتم الاعتراف بطلب إنشاء سلطة انتقالية وقوة دولية الواردة في الاتفاق. تم حث جميع الأطراف على التعاون مع بعضها البعض ومع عملية الأمم المتحدة لاستعادة الثقة.

## روابط خارجية
- نص القرار في undocs.org